# Sowjetischer Friedhof im Schlosspark Belvedere

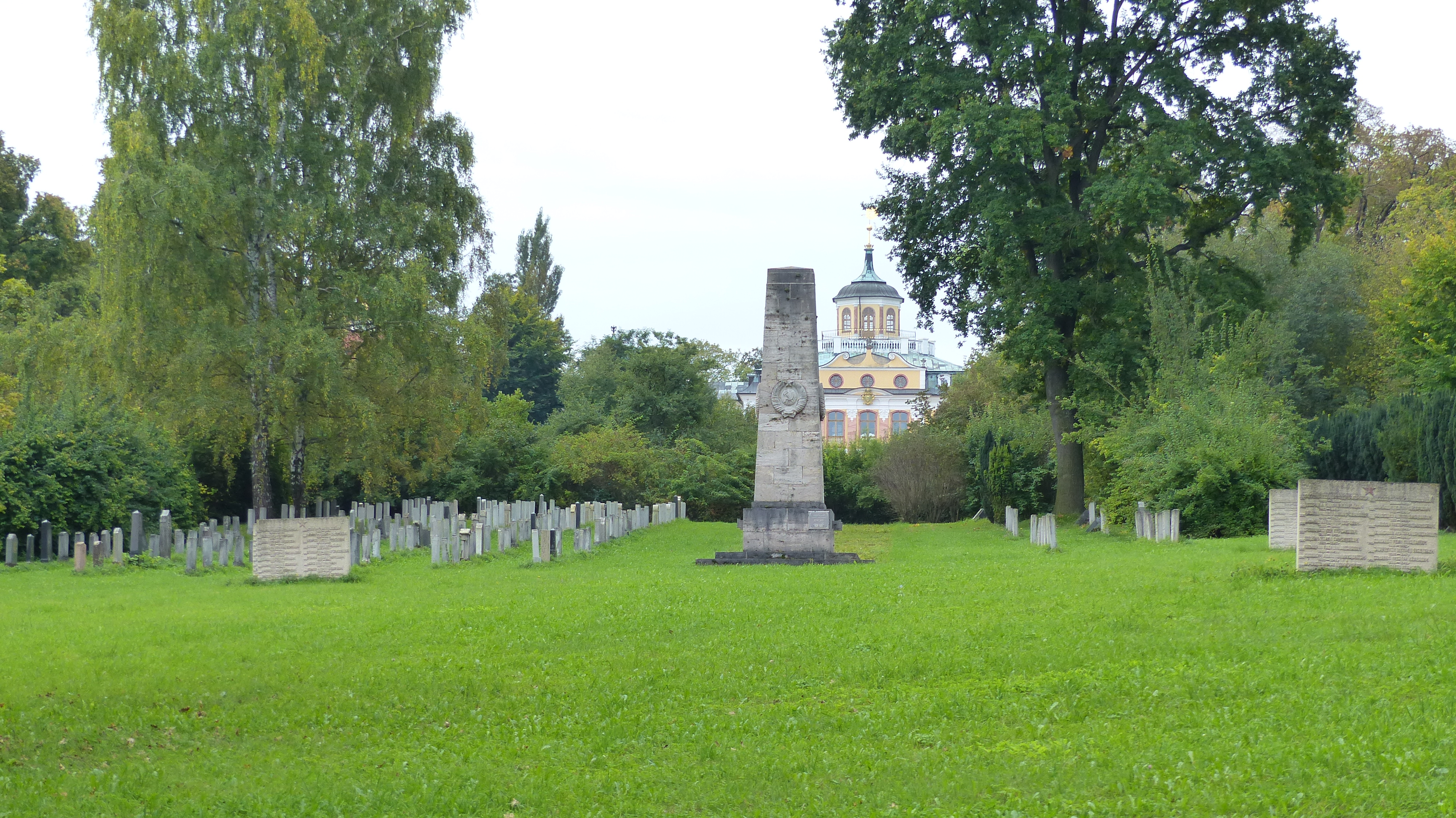
Sowjetischer Ehrenfriedhof in Belvedere

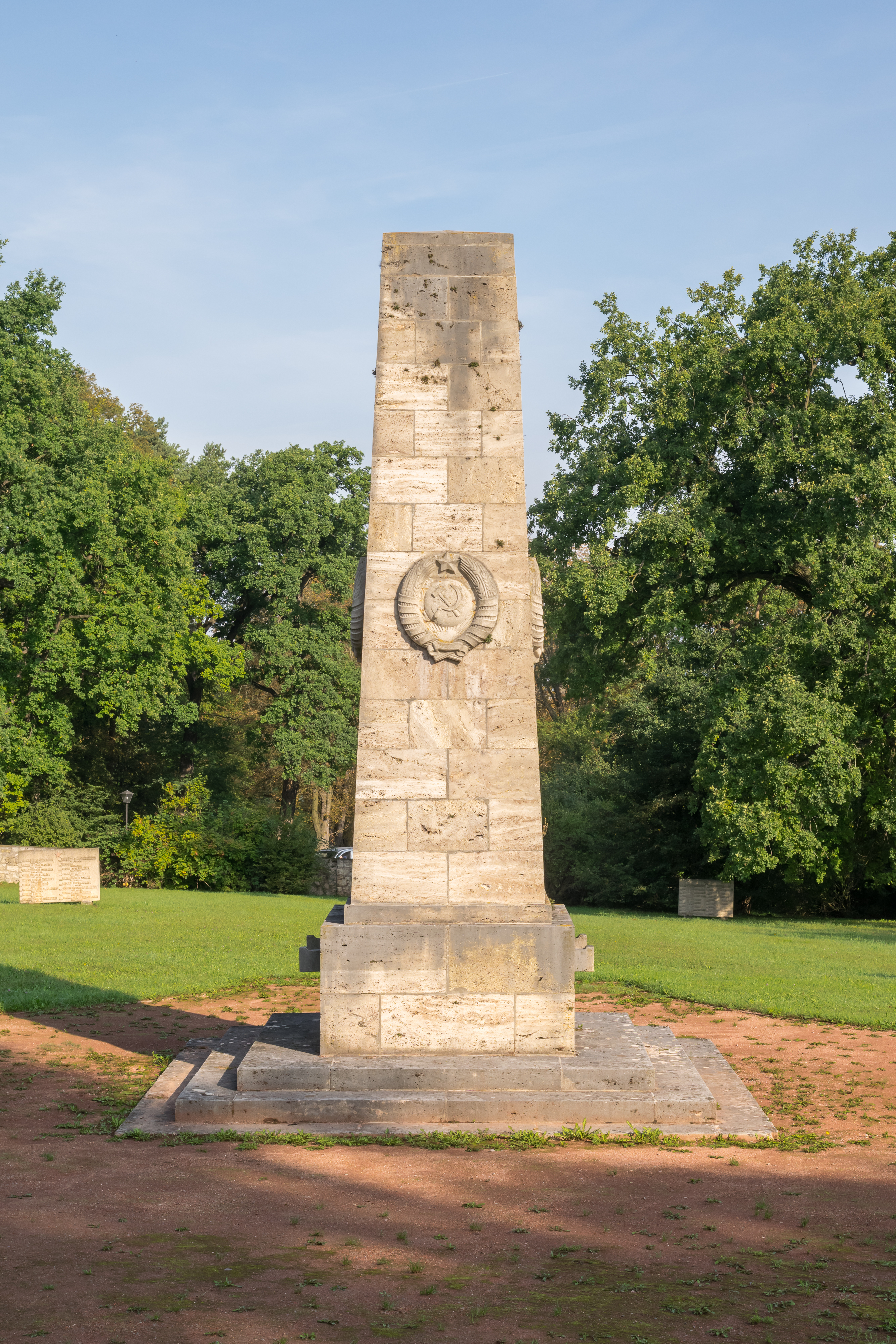
Obelisk

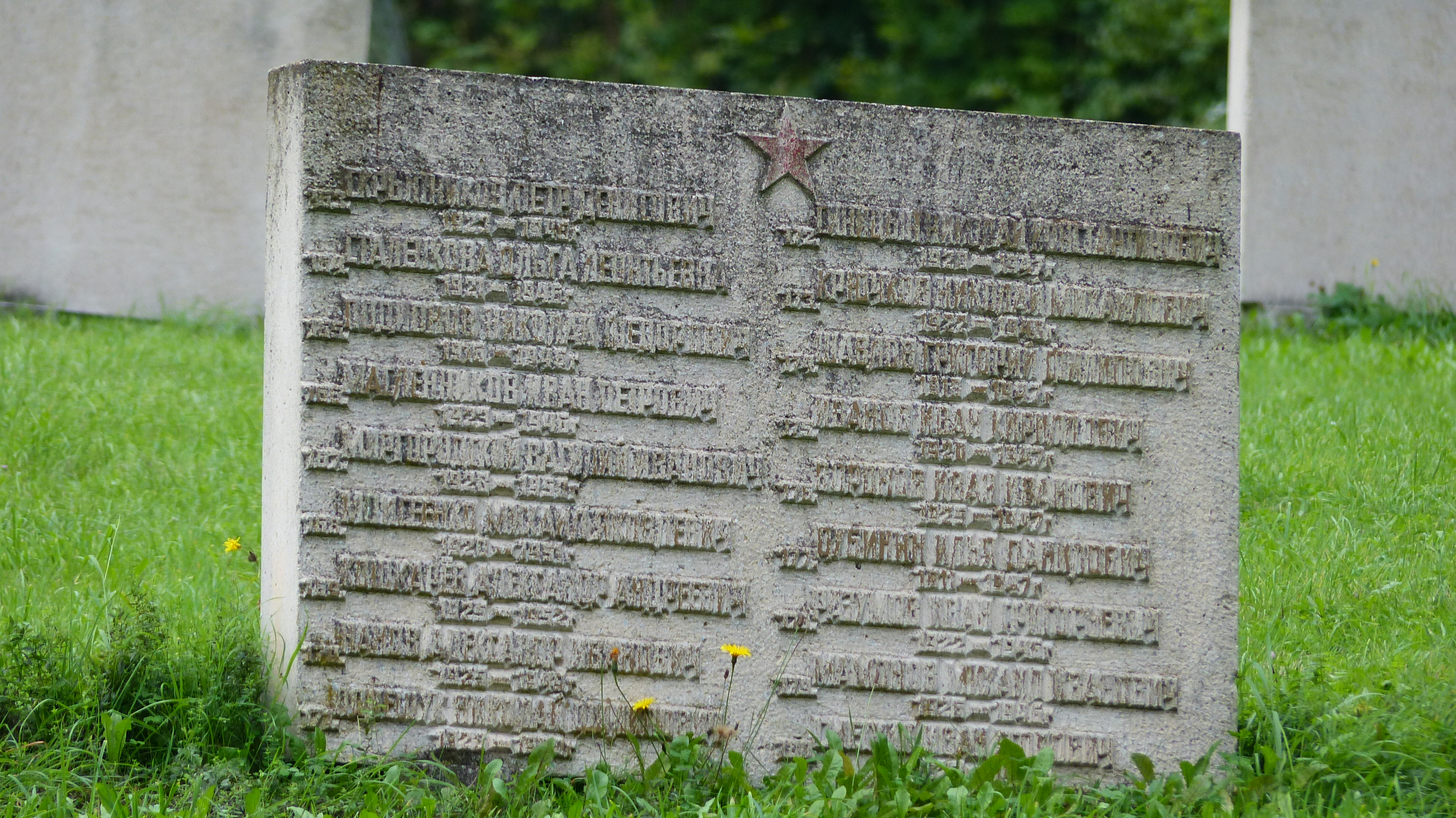
Gedenktafel

Der Sowjetische Friedhof im Schlosspark Belvedere in Weimar ist ein Ehrenfriedhof für verstorbene Angehörige der im Raum Weimar stationierten Einheiten der Roten Armee mit einer Größe von 1,7 ha. Ein weiterer Sowjetischer Ehrenfriedhof befindet sich im Park an der Ilm.

## Beschreibung
Den Mittelpunkt dieses Friedhofes markiert ein schlichter, vierseitiger mit dem Staatswappen der Sowjetunion versehener Obelisk aus Travertingestein. Am ihm wurden jeweils am 8. Mai und anderen Gedenktagen der Roten Armee in einer Zeremonie Kränze und Blumensträuße abgelegt.
Rings um den Obelisken wurden Einzel- und Sammelgräber angelegt und mit schlichten Grabsteinen versehen. Zum Friedhofsareal gehören auch in der Fläche verteilte Eichen, die nach der ursprünglichen Konzeption zu einem Ehrenhain gehören.
Während auf dem Friedhof an der Ilm Kriegsteilnehmer beigesetzt wurden, waren es hier neben Soldaten auch zivile Personen von Einrichtungen der Besatzungstruppen. Dieser Friedhof wurde von 1946 bis 1975 genutzt, wobei ca. 2000 Bestattungen vorgenommen wurden.
Administrativ stand er bis 1994 unter sowjetischer Verwaltung bzw. unter jener Russlands. Heute steht die Anlage unter der Verwaltung der Stadt Weimar.
Der Friedhof ist Bestandteil der Anlage Schloss und Park Belvedere.